# Ohlungen
Ohlungen település Franciaországban, Bas-Rhin megyében. Lakosainak száma 1381 fő (2022. január 1.). Ohlungen Berstheim, Huttendorf, Schweighouse-sur-Moder, Uhlwiller, Wintershouse és Wittersheim községekkel határos.

## Népesség
A település népességének változása:
| Lakosok száma | 1312 | 1306 | 1327 | 1308 | 1309 | 1305 | 1309 | 1343 | 1381 |
|               | 2013 | 2015 | 2016 | 2017 | 2018 | 2019 | 2020 | 2021 | 2022 |